# D19/20次列车
- 關於2007年4月至2021年7月间使用“D19次”和“D20次”作为车次号、往返于北京站和长春站的动车组列车，請見「京长动车组列车」。
- 關於2023年7月至2024年1月间使用“D20次”作为车次号、由锦州南站开往北京站的动车组列车，請見「京沈动车组列车」。
- 關於来往北京和西安的其他动车组列车服务，請見「京西动车组列车」。

D19/20次列车是由中国铁路西安局集团西安客运段负责客运任务、往返于北京市与陕西省西安市两地的一趟列车，在2024年1月11日前车次号为Z19/20次，并有别称“开米号”:彩页。列车于2004年4月17日首次开行时是当时中国西部地区的首趟直达特快列车，使用中国铁路25T型客车，2024年1月10日起中国铁路实行该年度第一季度列车运行图后，列车等级升为动力集中型动车组，车体相应更改为第三代复兴号CR200J型动车组。列车沿京广铁路和陇海铁路运行，途经北京、河北、河南、陕西四个省级行政区，全程1200公里。其中北京西站至西安站车次为D19次，运行时长11小时44分；西安站至北京西站车次为D20次，运行时长11小时45分。列车自开行起已获得“青年文明号”等称号。

## 历史

### Z19/20次列车（2004-2024年）

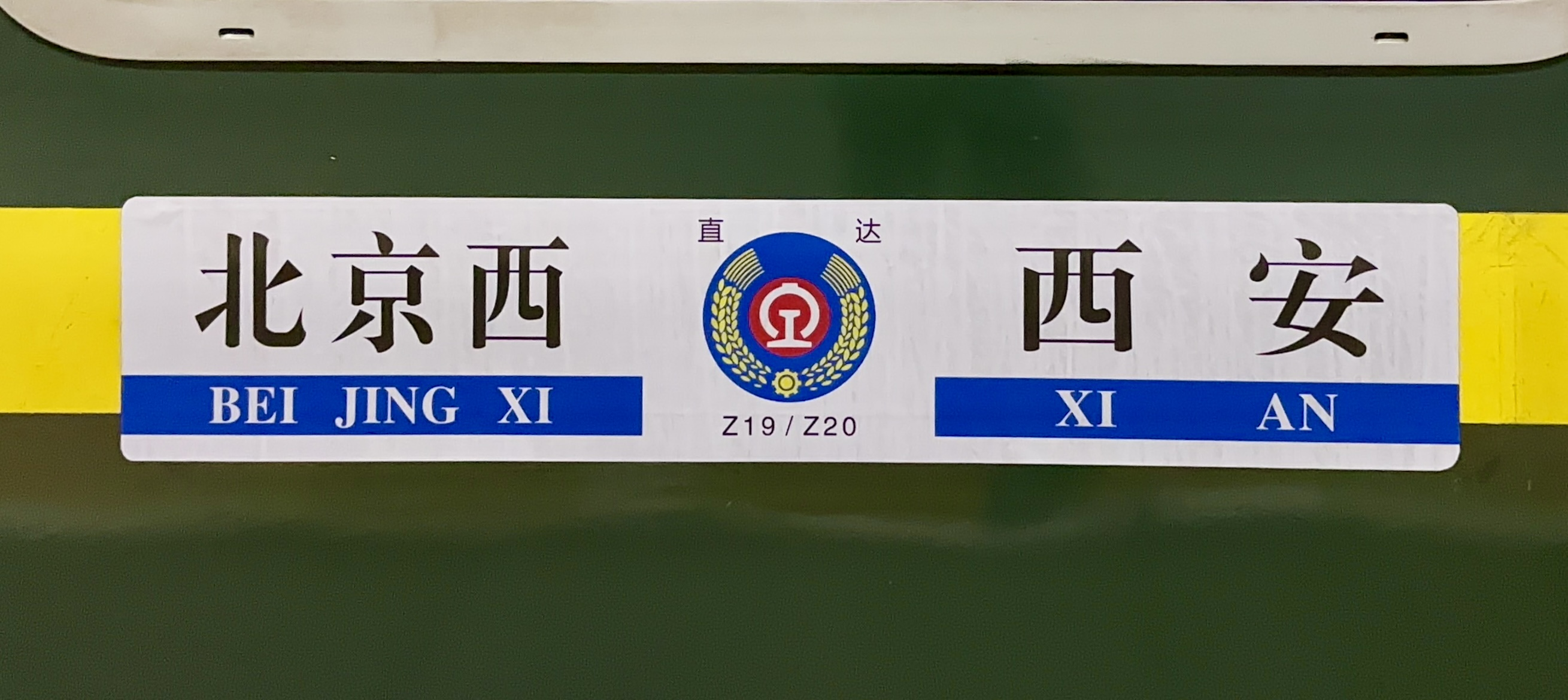
Z19/20次列车的水牌（2024年1月）

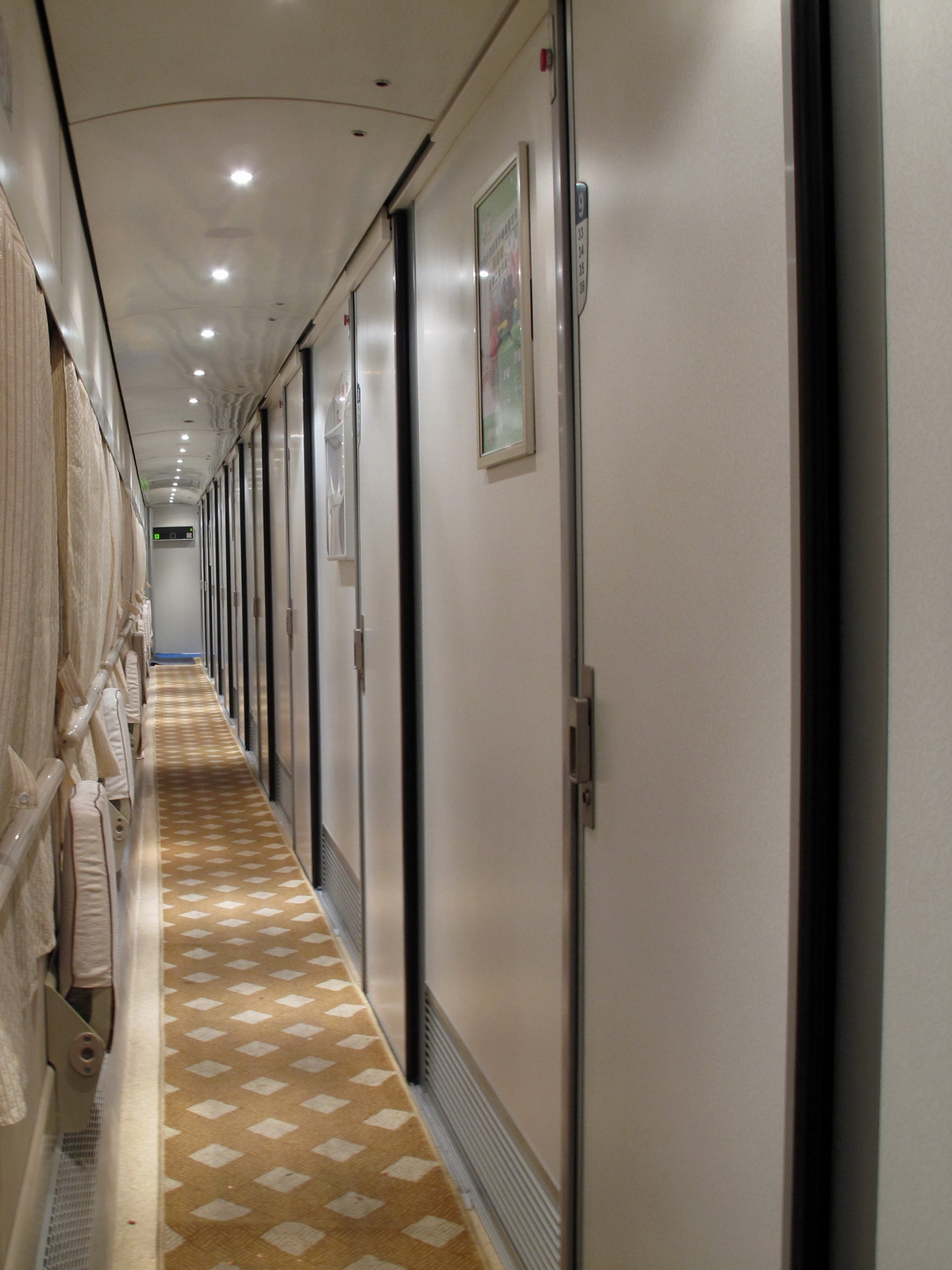
Z19/20次列车所配BSP制25T软卧车厢内部（2009年11月）

2004年4月18日，中国铁路实施第五次大面积提速，使得列车运行速度普遍提升，具备了开行夕发朝至的直达特快列车的条件。在此背景下，铁道部于2003年底决定在此次提速调图后推出第一批一站直达特快列车共19对，作为中国铁路客运的新产品；其中包括北京至西安的Z19/20次列车。:42
针对当时同样拥有高级软包车厢、往来于西安和北京西的T41/42次列车存在的高级软包发售率不足的情况，郑州铁路局西安分局在Z20次列车首发前通过分析调查制定了包括车站服务、营销宣传、售票组织和列车乘务等方面在内的一系列更新方案，以期全面提高Z20次列车的服务质量，促进旅客选乘此列车。:43-442004年4月17日，Z20次列车以“开米号”为冠名:彩页在西安站举行了首发剪彩仪式:269，列车自此日起正式开行；这趟列车当时也凭借着11小时30分的行车时长成为了历史上西安至北京运行时间最短的跨局直达特快旅客列车，对往返于北京与西安两地的民用航空造成了巨大冲击。:99截至同年6月底，该趟列车票款收入3278.7万元人民币，总盈利1162.2万元人民币，上座率达93.3％，往返客票利用率始终稳居全国直达列车前列；在4月17日至6月10日，往返客票利用率排名为全路第一。:452005年3月18日西安铁路局由郑州铁路局分出后，Z19/20次列车的担当铁路局由郑州铁路局改为西安铁路局。:100
2007年10月10日，由北京奥组委倡导并支持，共青团中央、铁道部联合发起的“全国青年文明号列车宣传奥运文化之旅”活动，选择了Z19/20次列车作为4趟“奥运文化列车”之一，并于年内在西安举行了首发仪式。该活动以北京奥运会为背景，在2007年10月至2008年12月间，以4趟目的地为北京的“全国青年文明号列车”为载体，在列车车体将增加喷绘标识、车内悬挂宣传画等途径传播奥运知识，展示奥林匹克文化史和当代中国铁路建设成就。
2009年4月1日，该列车改用西安至上海的Z92/93、Z94/91次列车所用的青岛四方-庞巴迪-鲍尔公司（BSP）制造25T型车底，不久之后便更换为由上海铁路局所属Z7/8次列车转配的全列软卧BSP制25T型车底。
2011年1月11日，中国铁路开始执行新的列车运行图，随着太中银铁路、包西铁路的建成开通，Z19/20次列车在柳辛庄站至新丰镇站间改经石太、太中银及包西三条铁路运行，由于石太客运专线长达28公里的太行山隧道不允许内燃机车通过，Z19/20次列车与哈尔滨铁路局的Z15/16次列车互换车底，2012年1月7日又恢复京广线、陇海线运行。
2022年10月28日，西安局集团根据客流变化情况进行运力调整，于同年11月1日起从西安站始发的Z20次列车和11月2日起从北京西站始发的Z19次列车停运。12月15日起，从西安站始发的Z20次列车恢复开行；12月16日起，从北京西站始发的Z19次列车恢复开行。
2024年1月10日起，Z19/20次列车因中国铁路实行该年度第一季度列车运行图改直为动，升级为动力集中式动车组列车，并更换车次号为D19/20次。

### D19/20次列车（2024年至今）
2024年1月10日中国铁路实施该年度第一季度调图后，原Z19/20次列车更换为第三代复兴号CR200J型动车组运行，途经线路不变，车次号相应变为D19/20次；其中，D20次列车中途增停石家庄站。2024年1月10日晚19时19分，D19/20次列车首次从西安站开出。据12306数据显示，自2024年3月5日起至4月1日，D19次列车停运；自3月4日起至3月31日，D20次列车停运。

## 列车编组

### D19/20次（2024年至今）

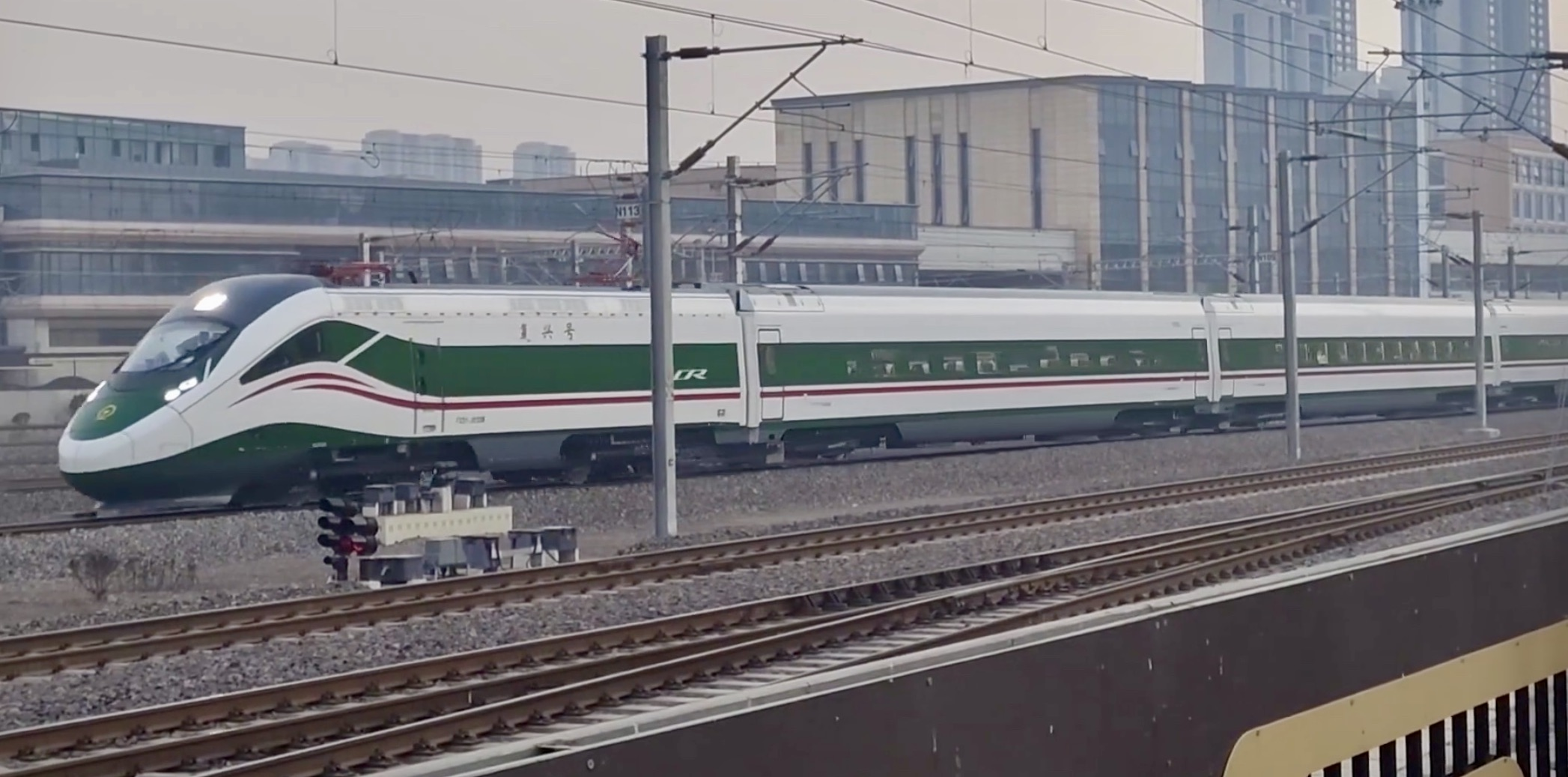
2024年第一季度调图后D19/20次采用的CR200J型客车

D19/20次列车使用配属中国铁路西安局集团有限公司西安客车车辆段的CR200J长编组客车，采取18节车厢编组，其中包括2节动力车和16节客车；后者包括2节二等座车厢、10节二等卧铺车厢、3节一等卧铺车厢和1节二等座/餐车。全列定员为1012人。
| 车厢编号 | M1 （0）      | 1           | 2-8         | 9                 | 10-12       | 13-15       | 16          | M2 （20）     |
| 车型     | FXD1-J 动力车 | ZE 二等座车 | WE 二等卧车 | ZEC 二等座车/餐车 | WY 一等卧车 | WE 二等卧车 | ZE 二等座车 | FXD1-J 动力车 |
| 定员     | /             | 95          | 66          | 42                | 40          | 66          | 95          | /             |
| 配属     | 西局西段      | 西局西段    | 西局西段    | 西局西段          | 西局西段    | 西局西段    | 西局西段    | 西局西段      |

### Z19/20次（2004-2024年）

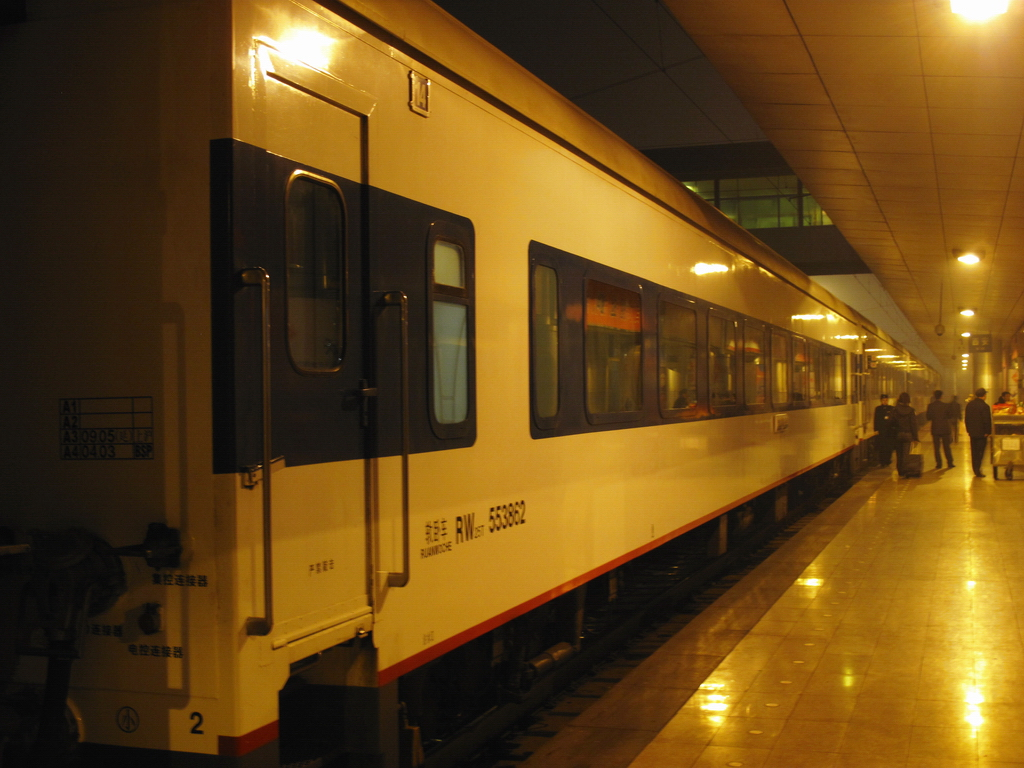
2009年时编组中的由青岛四方-庞巴迪-鲍尔公司(BSP)制造RW25T软卧车

Z19/20次列车使用配属中国铁路西安局集团有限公司西安客车车辆段的中国铁路25T型客车及19T型客车，采取18节车厢编组，全列均为卧铺。其中软卧车13辆、高级软卧车1辆及硬卧车4辆。列车配有行车安全监控装置及地面数据接收处理系统，对客车进行实时全程监控。同时，高速转向架、客车故障诊断系统、影视系统、烟火报警系统将会进一步确保列车运行及旅客安全。车厢里不仅安装了环保集便装置，而且采用机车直接供电方式。每个铺位都装有液晶电视，旅客戴上耳机就可以自选节目。

#### 2004-2010年编组
| 车厢编号 | 1-8          | 9          | 10               | 11-18        |
| 车型     | RW25T 软卧车 | CA25T 餐车 | RW19T 高级软卧车 | RW25T 软卧车 |
| 配属     | 西局西段     | 西局西段   | 西局西段         | 西局西段     |

#### 2010-2024年编组
| 车厢编号 | 1-8          | 9                | 11-14        | 15-18        | 19           |
| 车型     | RW25T 软卧车 | RW19T 高级软卧车 | RW25T 软卧车 | YW25T 硬卧车 | RW25T 软卧车 |
| 配属     | 西局西段     | 西局西段         | 西局西段     | 西局西段     | 西局西段     |

## 历史机车交路

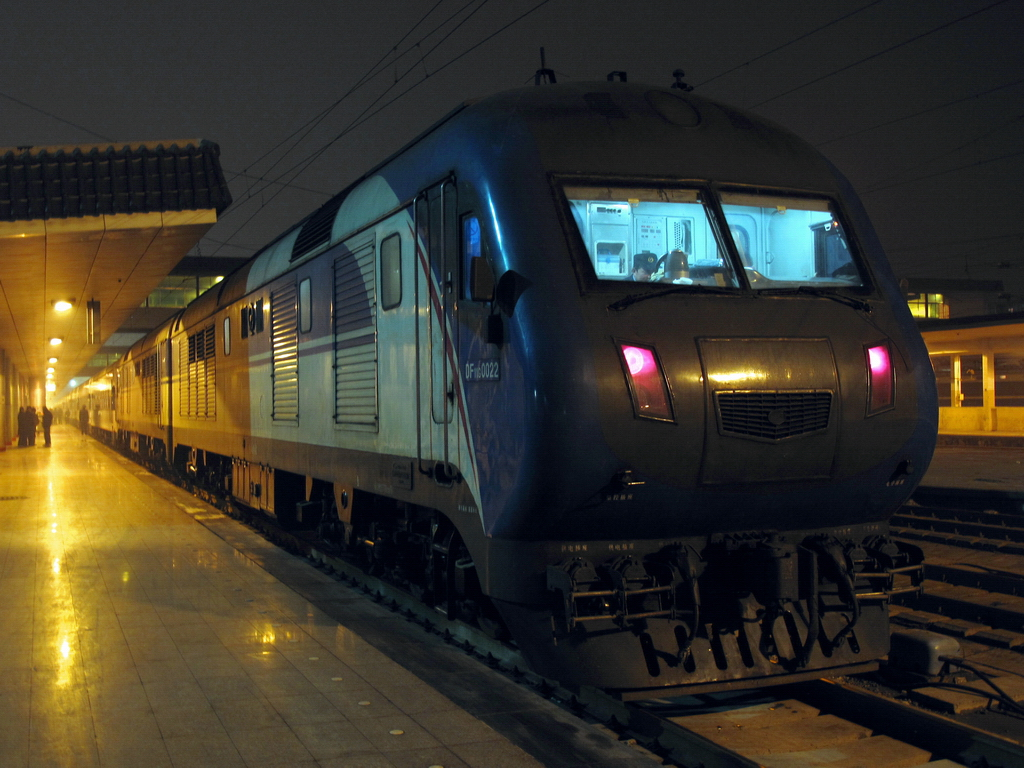
2009年牵引Z19/20次列车的东风11G型柴油机车

Z19/20次列车行驶全程为电气化铁路，最早由东风11G型柴油机车和韶山7E型电力机车牵引，后来更换为由西安铁路局西安机务段的和谐3D型电力机车牵引，实行单司机值乘，并由机车直接向客车供电，因此列车无须加挂空调发电车。
| 车站区段               | 北京西 ↔ 西安                      |
| 本务机车 配属 司机更替 | 和谐3D型电力机车 西局西段 西安司机 |

## 时刻表

### 历史时刻表[註 2]
| Z19次 | Z19次 | Z19次 | Z19次 | 停靠站 | Z20次 | Z20次 | Z20次 | Z20次 |
| 里程  | 天数  | 到点  | 开点  | 停靠站 | 到点  | 开点  | 天数  | 里程  |
| ----- | ----- | ----- | ----- | ------ | ----- | ----- | ----- | ----- |
| 0     | 当天  | —     | 20:18 | 北京西 | 07:01 | —     | 次日  | 1200  |
| 1200  | 次日  | 07:55 | —     | 西安   | —     | 19:16 | 当天  | 0     |

## 事故
- 2015年8月2日20时24分，[26]西安开往北京的Z20次列车运行至陇海线窑村—临潼区间上行区段K1048+156m处时，暴雨冲毁路基，导致6、7、8车厢脱线，无人员伤亡。[27]事后，9车以后的车厢仍沿陇海、京广两铁路前行，1-5车厢则经延安赴京。[28]

## 延伸阅读
- 中華人民共和國鐵路運輸，其中往返于西安与北京之间的列车还有：
  - T41/42次列车；
  - T231/232次列车。
- 中华人民共和国公路交通，其中连接西安与北京的公路还有：
  - 京昆高速公路；
  - 108国道。